# Samouraï Pizza Cats
 (octobre 2021).
Si vous disposez d'ouvrages ou d'articles de référence ou si vous connaissez des sites web de qualité traitant du thème abordé ici, merci de compléter l'article en donnant les références utiles à sa vérifiabilité et en les liant à la section « Notes et références ».
Samouraï Pizza Cats (キャッ党忍伝てやんでえ, Kyattō Ninden Teyandē, lit. Teyandee, la légende du groupe des chats Ninja) est un animé japonais en 54 épisodes (seuls 52 ont été diffusés en France) d'une vingtaine de minutes chacun.
En France, la série a été diffusée à partir de septembre 1991 dans Youpi ! L'école est finie sur La Cinq. Elle fut rediffusée en 1994 sur M6 dans l'émission M6 Kid. La série est disponible en DVD depuis le 16 février 2005 chez Déclic Images.
En 2018, la franchise a eu le droit à une réédition de la part de Kazé avec un coffret DVD où l'intégralité de la série est présente. Pour la version française, on peut y retrouver de nouveaux dialogues, plus fidèles à l’œuvre d'origine et la version originale est également incluse.
Une adaptation en manga en un seul volume a été publiée.

## Synopsis
L'action se déroule dans un univers proche du Japon médiéval mais mâtiné de beaucoup de technologie. Cet empire est menacé par Dusournois, assisté par ses acolytes Ducrochu et Décati. C'est là que Speedy, Guidon et Polly, livreurs de pizza pour le compte de Francine en temps normal, se transforment parfois en chats samouraïs pour protéger la veuve et l'orphelin.
Leurs ennemis sont le plus souvent des robots créés par Dusournois, qui explose de colère après chaque défaite. Dernier personnage de la bande : Lucile, constamment courtisée par Guidon et Speedy.

## Fiche technique
La version diffusée en France a été grandement adaptée par Saban Productions, c'est donc cette équipe qui est créditée.
- Maison de production : Tatsunoko Production
- Années de production : 1990 - 1991
- Créateur : Mihara Goh
- Genre : Action, Combat et arts martiaux, Comédie
- Producteur exécutif : Winston Richard
- Producteurs : Andrew Thomas et Andy Thomas
- Musiques : Shuki Levy et Haim Saban

## Doublages
| Version japonaise | Version japonaise  | Version française  | Version française    |
| Nom               | Doublage           | Nom                | Doublage             |
| ----------------- | ------------------ | ------------------ | -------------------- |
| Yattarō           | Kappei Yamaguchi   | Speedy Cerviche    | Patrick Préjean      |
| Pururun           | Ai Orikasa (en)    | Polly Esther       | Laurence Charpentier |
| Sukashī           | Jūrōta Kosugi (en) | Guido Anchovy      | Jacques Ferrière     |
| Kitsunezuka       | Ikuya Sawaki       | Dusournois         | Serge Lhorca         |
| Karasu Gennarisai | Naoki Tatsuta      | Décati             | Serge Lhorca         |
| Karamaru          | Kōichi Yamadera    | Ducrochu           | Jacques Balutin      |
| Otama             | Satomi Kōrogi (en) | Francine           | Martine Reigner      |
| Omitsu            | Yūko Mizutani      | Lucille            | Agnès Gribe          |
| Tokugawa Usako    | Maria Kawamura     | Princesse Violette | Martine Reigner      |
| Narrateur         | Ken'yū Horiuchi    | Narrateur          | Bernard Tiphaine     |
| Rikinoshin        | Kiyoyuki Yanada    | NC                 | NC                   |
| Madonna           | Hiromi Tsuru       | NC                 | NC                   |
| Nekkii            | Takehito Koyasu    | NC                 | NC                   |
| Okara             | Chieko Honda       | NC                 | NC                   |

- Adaptation française : Jean-Yves Jaudeau, Jean-Yves Lulley.
- Voix additionnelles japonaises : Yuko Mizutani.

## Personnages

### Pizzachats
Les Pizzachats (秘密忍者隊ニャンキー, Himitsu Ninjatai Nyankī). :
- Toufou Touflamme (ヤッ太郎, Yattarō?) / Nyankee 1-gô (ニャンキー１号, Nyankī Ichi-gō?)
  - Armes : Épées
  - Attaques : Taillade ailouro-ophtalmique (ネコ目スラッシュ, Nekome Surasshu?), メカメカ忍法秘伝帳 (Meka meka ninpō hiden chō?)
- Guidon (スカシー, Sukashī?) / Nyankee 2-gô (ニャンキー２号, Nyankī Ni-gō?)
  - Armes : Épée, parapluie
  - Attaques : ねこだまし (Neko da mashi?), Vent (スカシーっ屁, Sukashī hhe?), Girouette (風車, Kazaguruma?), Feu  (一文字ファイヤー, Ichimonji Faiyā?)
- Polly Esther (プルルン, Pururun?) / Nyankee 3-gô (ニャンキー３号, Nyankī San-gō?)
  - Armes : Flûte traversière, épée, cœurs explosifs
  - Attaques : Invitation féline (ねこまねき, Neko maneki?), Taillade de la jeune fille colérique (乙女の怒りスラッシュ, Otome no ikari Surasshu?), Crève-cœur (ハートブレイカー, Hātobureikā?)

### Alliés
- Francine (おタマ, Otama?)
- Lucile (おミツ, Omitsu?)
- L'équipe Otasuke (お助けメンバー, Otasuke-menbā?)

L'équipe est constituée de :
- Catton (リキノシン, Rikinoshin?)
- Bat Cat (ミエトル, Mietoru?)
- Meowzma O' Tool (ゴットン, Gotton?)
- Spritz T. Cat (ネッキ, Nekkī?)

### Ennemis
- Dusournois (狐塚コーン守, Kitsunezuka Ko'on-no-Kami?) : Le Principal ennemi des Pizzachats. Il envoie ses robots escortés de ses Corbeaux Guerriers et de Ducrochu pour combattre les Pizzachats mais ils échouent à chaque fois et il explose à chaque défaite. Ne les supportant plus il ordonne à Décati, son second de faire venir le Gang des 4 Corbeaux dans l'épisode 12 et il connaîtra la victoire. Mais dans l'épisode 13, les Pizzachats gagnent une nouvelle arme, le Grand Catatonique, et Dusournois connaîtra à nouveau la défaite. Dans l'épisode 50, la Princesse découvre qu'il a volé tout l'argent du palais pour son dernier robot et pour se payer des vêtements chers et le renvoie. Dusournois décide d'utiliser sa forteresse avec un canon laser pour dévier la comète et la faire s'écraser sur Terre sauf si les habitants de la ville le choisissent comme nouvel empereur. Les Pizzachats et leurs alliés se lancent dans la bataille finale en affrontant son armée de Corbeaux Guerriers et le Gang des 4 Corbeaux. Puis Toufou aidés du Gand Catatonique et de Ducrochu, détruit la Comète. Ayant tout perdu, y compris la raison, Dusournois s'enfuit en mer avec Décati.
- Ducrochu (カラ丸, Karamaru?) : Un des principaux ennemis des Pizzachats. Après plusieurs affrontements contre eux, il finira par devenir gentil lors de la bataille finale (Attention à la comète) quand Toufou lui rappelle les bons moments qu'il a eu avec eux malgré leurs affrontements. Il aide Toufou à détruire la comète puis ils sont accueillis en héros par leurs amoureuses Clara et Polly. Ducrochu sera en couple avec Clara et trouvera un travail honnête : livreur de pizza.
- Décati (カラス幻ナリ斉, Karasu Gennarisai?) : Le second de Dusournois et le supérieur de Ducrochu. Il participe parfois aux combats contre les Pizzachats mais le plus souvent reste aux côtés de Dusournois. Après la bataille finale contre les Pizzachats et face à la défaite, Décati s'enfuit en mer avec Dusournois.
- Le Gang des 4 Corbeaux : 4 Corbeaux d'élites appelés par Décati à partir de l'épisode 12 pour combattre les Pizzachats mais ne seront finalement pas plus efficaces que Ducrochu et ses Corbeaux Guerriers. Ils seront vaincus dans la bataille finale par (Toufou, Guidon et Polly). Leur punition pour leurs crimes sera d'aider à reconstruire la ville.
- Les Corbeaux Guerriers

## Liste des épisodes
- 01. Échec au dragon
- 02. Lucille et son frère
- 03. Le métro fantôme
- 04. Le grand oiseau d’or
- 05. Remue ménage
- 06. Les vedettes
- 07. La pomme de terre nucléaire
- 08. Dusournois a horreur des curieux
- 09. La princesse en danger
- 10. Y a plus de saisons
- 11. Projection privée
- 12. Les tympans percés (partie 1)
- 13. Les tympans percés (partie 2)
- 14. Quand le chat n’est pas là...
- 15. Un empereur peut en cacher un autre
- 16. Les savants disparaissent
- 17. Les allumés de la « batte »
- 18. Toufou Touflamme
- 19. L’école des félins
- 20. Gare au tambour
- 21. Ducrochu devient honnête
- 22. Un rôle pour Dusournois
- 23. Le fils de Dusournois
- 24. Francine est amoureuse
- 25. Le pizza chats au placard
- 26. Drôle de coucou
- 27. L'île de la terreur
- 28. La destruction
- 29. Les Pizzachats stars du rock
- 30. L'ange de l'amour
- 31. La flûte magique
- 32. L'ogre de l'espace
- 33. Ne cassez pas les tulipes
- 34. Les monstres du lac
- 35. La brigade
- 36. L'invincible Ducrochu
- 37. La quête de Toufou
- 38. Fraternité
- 39. Un drôle d'OVNI
- 40. La maman de la princesse
- 41. Une drôle de cure
- 42. Le grand tournoi
- 43. Autant en emporte l'épée
- 44. Mini Crésus
- 45. Comment tout a commencé
- 46. Méfiez-vous des imitations
- 47. L'usurpateur
- 48. L'exil
- 49. La terre tremble
- 50. Attention à la comète (partie 1)
- 51. Attention à la comète (partie 2)
- 52. Comment faire carrière ?